# Hugues de La Tour du Pin (évêque)
Hugues de La Tour du Pin, mort au tout début de l'année 1294, est un prélat du XIIIe siècle, évêque de Viviers.

## Biographie

### Origines
Hugues de La Tour du Pin est issu de la famille dauphinoise des La Tour du Pin,. Selon la généalogie proposée par l'abbé Roche (1894), il est le fils de Berlion VI de la Tour, seigneur de Vignay et co-seigneur de La Tour du Pin, et de Marguerite de Châteauneuf de L'Albenc. 

### Évêque de Viviers
Hugues de La Tour du Pin est chanoine de Saint-Maurice de Vienne lorsqu'il est nommé sur le siège épiscopal de Viviers, en juin 1263,,. Il succède à Aimon de Genève, mort trois mois auparavant.
Son épiscopat est marqué par la lutte contre le roi de France pour le maintien de l'autonomie du Vivarais, tout comme ses prédécesseurs. Bien que relevant du Saint-Empire, le diocèse de Viviers est un enjeu pour la couronne de France. Son épiscopat se déroule durant le règne de trois rois de France, Louis IX, Philippe III le Hardi et Philippe IV le Bel.
Dès son entrée en fonction, il fait appel au pape en raison des agissements des officiers royaux dans sa ville épiscopale. En 1268, à la suite de l'intervention du pape et face au rappel des actes signés, le représentant du roi, le sénéchal de Beaucaire, se retire. 
Cependant au cours du autres règnes des deux souverains suivants, le sénéchal de Beaucaire poursuit ses incursions et s'oppose à nouveau à l'évêque. Parallèlement, l'abbaye de Mazan en conflit avec des seigneurs locaux, plutôt que de faire appel à l'évêque demande l'intervention du roi. Ce dernier en profite pour établir une villeneuve mettant à mal le pouvoir temporel de l'évêque de Viviers.
En 1287, l'évêque, peu soutenu par le pouvoir impérial, doit se résigner à reconnaître l'influence française sur ses terres,. Il reconnaît ainsi, « implicitement », l'autorité du roi de France, ce qui n'empêchera pas de nouvelles tensions avec les officiers royaux. En 1308, ce changement de souveraineté est acté. 
En juin 1290, le pape autorise son remplacement pour les visites pastorales en raison de problèmes de santé.

### Mort et succession
Si sa mort n'est pas connue, la vacance du siège est constatée le 4 février 1294. La vacance court jusqu'en 1296 où le siège est occupé par Guillaume III de Falgar, dit improprement de Falguières.